# Pavol Zajac
Pavol Zajac (ur. 7 lutego 1967 we Vranovie nad Topľou) – słowacki polityk i inżynier, poseł do Rady Narodowej.

## Życiorys
W 1985 ukończył szkołę średnią w rodzinnej miejscowości, a w 1990 studia z zakresu budownictwa na Uniwersytecie Technicznym w Koszycach. Na początku lat 90. pracował w przedsiębiorstwie chemicznym, później prowadził własną działalność gospodarczą w branży budowlanej. Zaangażował się w działalność polityczną w ramach Ruchu Chrześcijańsko-Demokratycznego. Od 1998 był radnym miejskim, a od 2004 przewodniczącym KDH we Vranovie nad Topľou. W 2011 stanął na czele partii w kraju preszowskim.
W wyborach w 2012 uzyskał mandat posła do Rady Narodowej. W 2016, gdy KDH nie przekroczył wyborczego progu i znalazł się poza parlamentem, przejął czasowo od Jána Figeľa kierownictwo tej partii. Gdy w tym samym roku na czele ugrupowania stanął Alojz Hlina, Pavol Zajac został wiceprzewodniczącym partii. Ponownie czasowo kierował ruchem przez kilka miesięcy w 2020, gdy Alojz Hlina ustąpił po kolejnej wyborczej porażce partii.